# FC Stahl Brandenburg
Fußball-Club Stahl 1998 Brandenburg e.V. – niemiecki klub piłkarski z siedzibą w mieście Brandenburg an der Havel, występujący w Brandenburglidze, stanowiącej szósty poziom rozgrywek w Niemczech.

## Historia
Klub został założony w 1950 roku jako BSG Einheit Brandenburg i grał wówczas w piątej lidze NRD. W 1958 roku po raz pierwszy awansował do trzeciej ligi i spędził w niej sezon 1958. W sezonie 1969/1970 awansował do drugiej ligi, zaś w sezonie 1982/1983 do pierwszej. Występował w niej do końca istnienia NRD w 1990 roku. Następnie, od sezonu 1991/1992 rozpoczął starty w 2. Bundeslidze Nord. Zajął w niej jednak 12. miejsce i spadł do Oberligi. W 1993 roku zmienił nazwę na BSV Brandenburg. W 1998 roku zbankrutował, a w jego miejsce powstał zespół FC Stahl Brandenburg.

## Europejskie puchary
Legenda do wszystkich tabel:
- Q – runda eliminacyjna, 1/16, 1/8, 1/4, 1/2 – odpowiednia faza rozgrywek, Grupa – runda grupowa, 1r gr – pierwsza runda grupowa, 2r gr – druga runda grupowa, F – finał, R – runda, PO – play-off
- k. – rzuty karne, los. – losowanie, Dogr. – dogrywka, w. – zasada bramek strzelonych na wyjeździe

| Sezon   | Rozgrywki   | Runda | Przeciwnik   | Dom | Wyjazd | Ogólnie |
| ------- | ----------- | ----- | ------------ | --- | ------ | ------- |
| 1986/87 | Puchar UEFA | 1R    | Coleraine    | 1–1 | 1–0    | 2–1     |
| 1986/87 | Puchar UEFA | 2R    | IFK Göteborg | 0–2 | 1–1    | 1–3     |

## Reprezentanci kraju grający w klubie
- Jens Adler
- Samin Pintul
- Michael Hartmann
- René Schneider
- Péter Disztl
- Róbert Jován
- Steffen Freund
- Eberhard Janotta
- Markus Wuckel
- Ulrich Schulze
- Wilfried Klingbiel